# Salesiáni Dona Boska
Salesiáni Dona Boska (též Společnost sv. Františka Saleského, italsky Società Salesiana di San Giovanni Bosco, latinsky Societas Don Bosco, Societas S. Francisci Salesii, zkr. S.D.B.) jsou významnou římskokatolickou kongregací, která se věnuje výchově mládeže. Už od 19. století také prostřednictvím misií, poskytování exercicií a výpomoc ve farní struktuře diecézí.

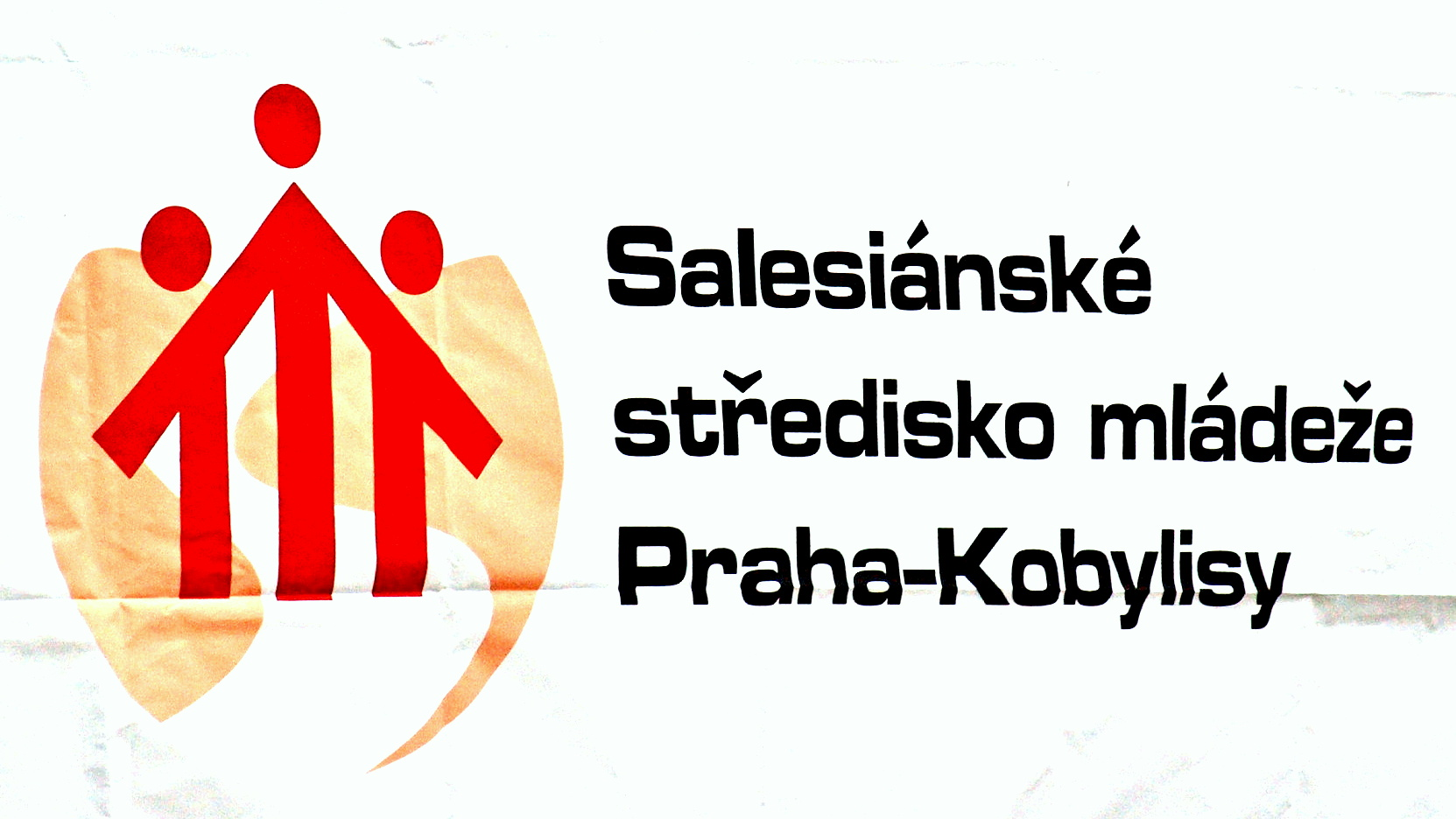
Logo kobyliského Salesiánského střediska v Praze

V současné době patří k největším a nejvlivnějším řeholním společnostem, ať už jde o počet členů, nebo o počet členů ve vedení římskokatolické církve. V roce 2015 měla kongregace 15 270 členů (z toho 10 424 kněží). V roce 2016 bylo v jejích řadách 117 biskupů a devět kardinálů.

## Dějiny

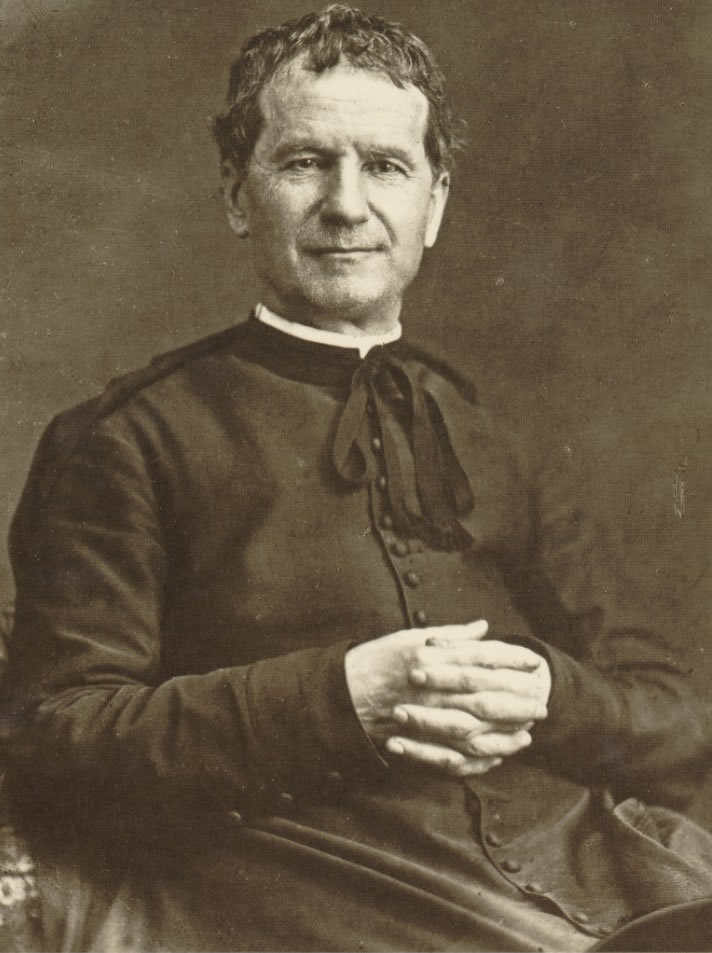
Don Bosco, rok 1880

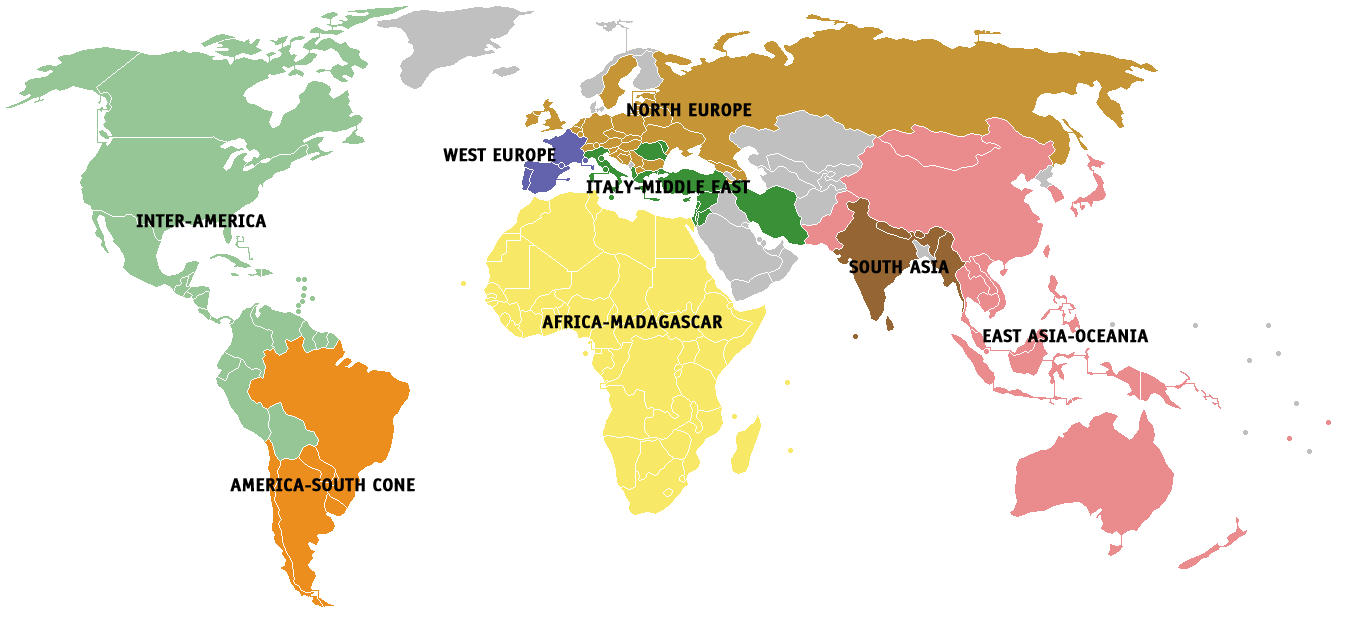
Salesiánské regiony světa

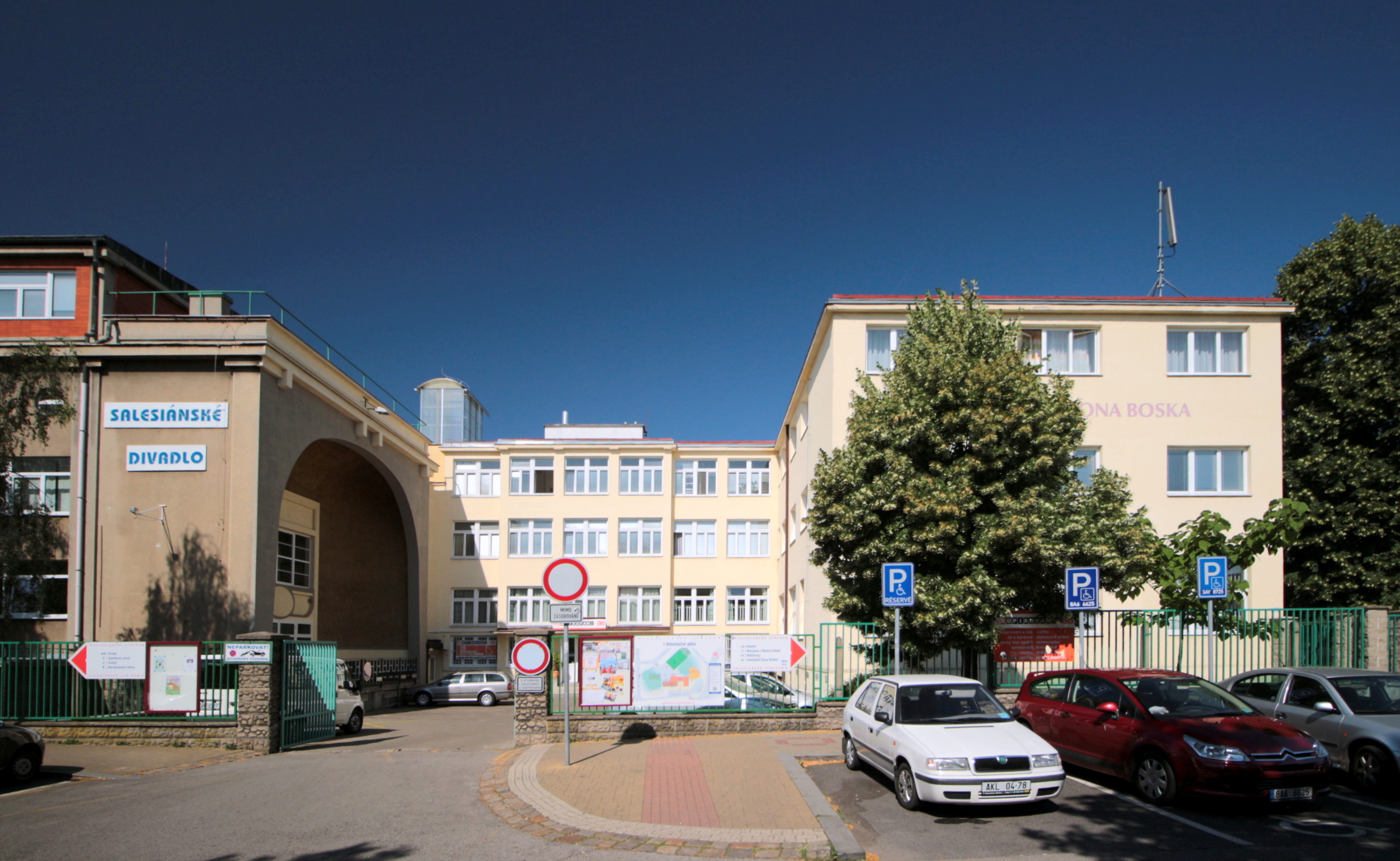
Budova Salesiánů Dona Bosca v Praze-Kobylisích

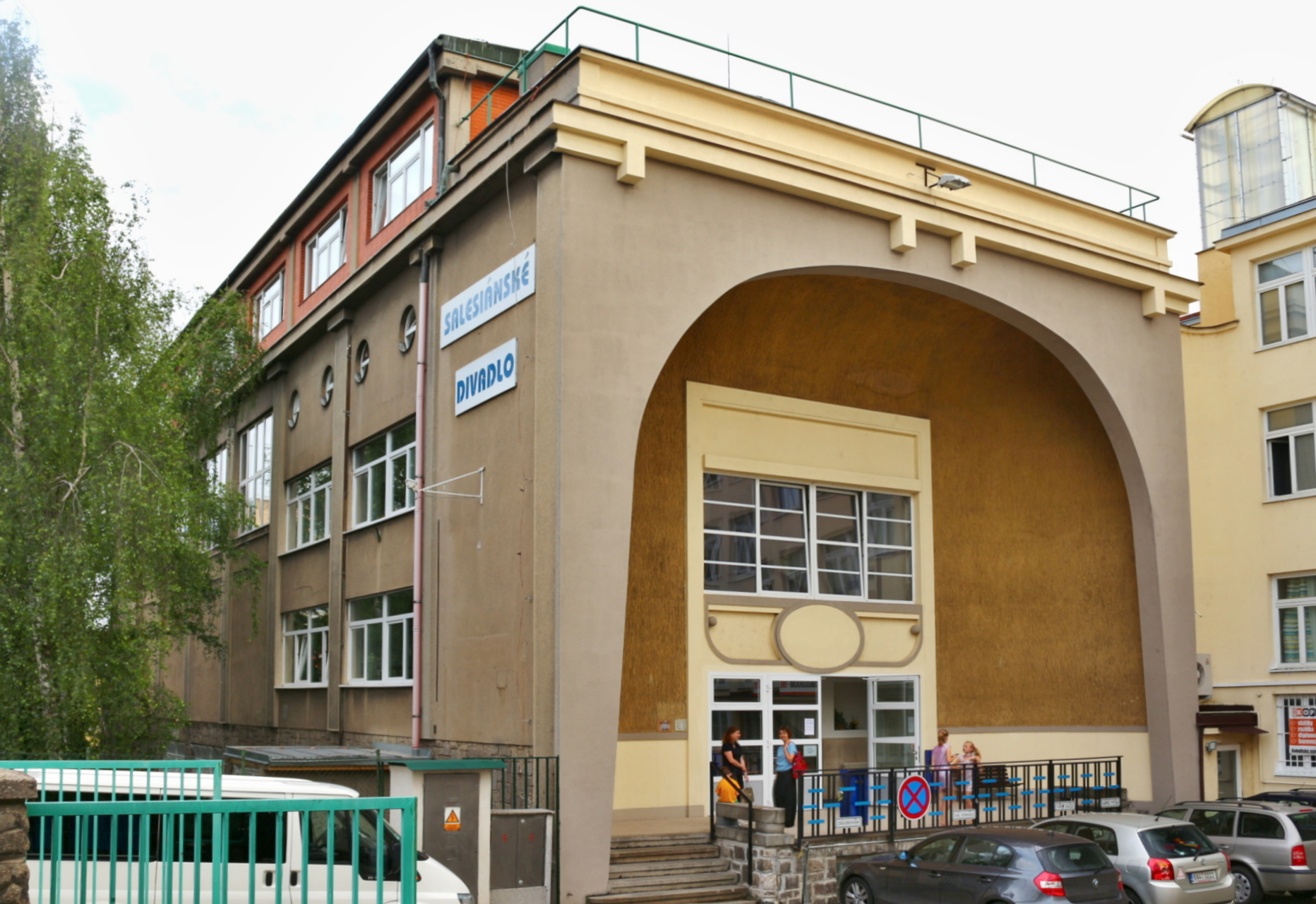
Salesiánské divadlo v Praze-Kobylisích

Kongregaci založil italský kněz Jan Bosco v roce 1859 a pojmenoval ji k poctě svatého Františka Saleského (papež Pius IX. schválil regule řádu v roce 1874). V čele kongregace stojí rector major a generální shromáždění společnosti. V roce 1995 měla kongregace asi 17 000 členů a spravovala 1616 středisek ve 122 zemích světa. Existuje i ženská obdoba kongregace – tzv. salesiánky (oficiálně Kongregace Dcer Panny Marie Pomocnice).
Heslem kongregace je latinské Da mihi animas, cetera tolle – česky Dej mi duše, ostatní si vezmi. Sv. Don Bosco jím chtěl vyjádřit, že chce Bohu pomoci spasit lidské duše (zejména zanedbaných chlapců z ulic, jimž se věnoval), a je ochoten pro tento cíl obětovat všechno co má. "Výraz „Da mihi animas, cetera tolle“ je modlitbou toho, kdo se obrací k Bohu v námaze, úsilí a apoštolátní výzvě vedené v jeho jménu a kdo se vzdává všeho, aby se mohl všem rozdat. Tato věta se nachází i ve Starém zákoně (Gn 14, 21): Dixit autem rex Sodomorum ad Abram da mihi animas cetera tolle tibi. (Vulgata; ve znění ČEPu "Pak řekl Abramovi král Sodomy: „Dej mi lidi, a jmění si nech.“").
Do Československa přišli salesiáni v roce 1924 (Šaštín, Slovensko), v roce 1927 je do Čech a na Moravu přivedli Ignác Stuchlý a Štěpán Trochta.
V čele české provincie stojí od Velikonoc 2020 provinciál Martin Hobza.
V České republice salesiáni k 1. září 2014 provozovali 14 středisek mládeže (v Brně (2), Českých Budějovicích (2), Fryštáku, Ostravě, Pardubicích, Plzni, Praze (2), Rumburku, Teplicích, Moravských Budějovicích a Zlíně), zřizovali prestižní nakladatelství pedagogické, psychologické a náboženské literatury Portál a vyšší odbornou školu Jabok v Praze, vydávali Salesiánský magazín a časopis pro děti Nezbeda a podíleli se významně na výuce na teologických fakultách Jihočeské a Palackého univerzity a vedení TV Noe.

## Významné osobnosti vhistorii řádu
- sv. Jan Bosco
- sv. Luigi Orione
- sv. Dominik Savio
- bl. Philip Rinaldi
- bl. István Sándor
- bl. Michael Rua
- Tarcisio kardinál Bertone – bývalý kardinál státní sekretář

## Salesiánské symboly

### Řádový znak
Znak salesiánské kongregace představuje zářící hvězda, velká kotva, plamenné srdce symbolizují teologické ctnosti. Postava sv. Františka Saleského připomíná patrona řádu, v dolní části štítu je lesík (it. bosco, boschetto), který symbolizuje zakladatele společenství. Vysoké hory znamenají Dokonalost, k níž mají směrovat kroky členů společnosti. Palma a vavříny po obvodu, objímající štít, jsou symbolem odměny vyhrazené těm, kteří svůj život zasvětili obětování a ctnosti. Heslo Da mihi animas, caetera tolle, pak vyjadřuje ideál každého salesiána”.

### Logo salesiánů
Salesiánské logo vyjadřuje základní prvky preventivního systému Dona Boska.
Znázorňuje:
- dospělého člověka, který vede za ruce dvě děti – přátelský vztah mezi vychovateli a dětmi, osobní přístup
- šipku směřující vzhůru – důraz na rozvoj osobnosti jednotlivce, směr vzhůru značí cestu k Bohu
- tři sloupy (rozum, náboženství, laskavost) – na nich stojí celý salesiánský výchovný systém
- domov – symbolizuje rodinnou atmosféru

## Současnost salesiánů v Česku
Salesiáni působí dnes na mnoha místech v ČR v duchovní správě, zakládají a provozují Salesiánská střediska mládeže (oficiální a používaná zkratka SaSM). Velkou tradici mají v litoměřické diecézi, kam je svého času povolal tehdejší biskup – také salesián, kardinál Štěpán Trochta. Ve farnostech působí jeden kněz, nebo i celá komunita řeholníků. Salesiánská provincie Praha čítá k roku 2020 121 salesiánů, z toho 113 v Česku a osm v Bulharsku.

### Salesiánské komunity vČesku
- Brno-Líšeň
- Brno-Žabovřesky
- České Budějovice-Čtyři Dvory
- Fryšták
- Ostrava
- Pardubice
- Plzeň
- Praha-Kobylisy
- Praha-Jabok
- Prostějov

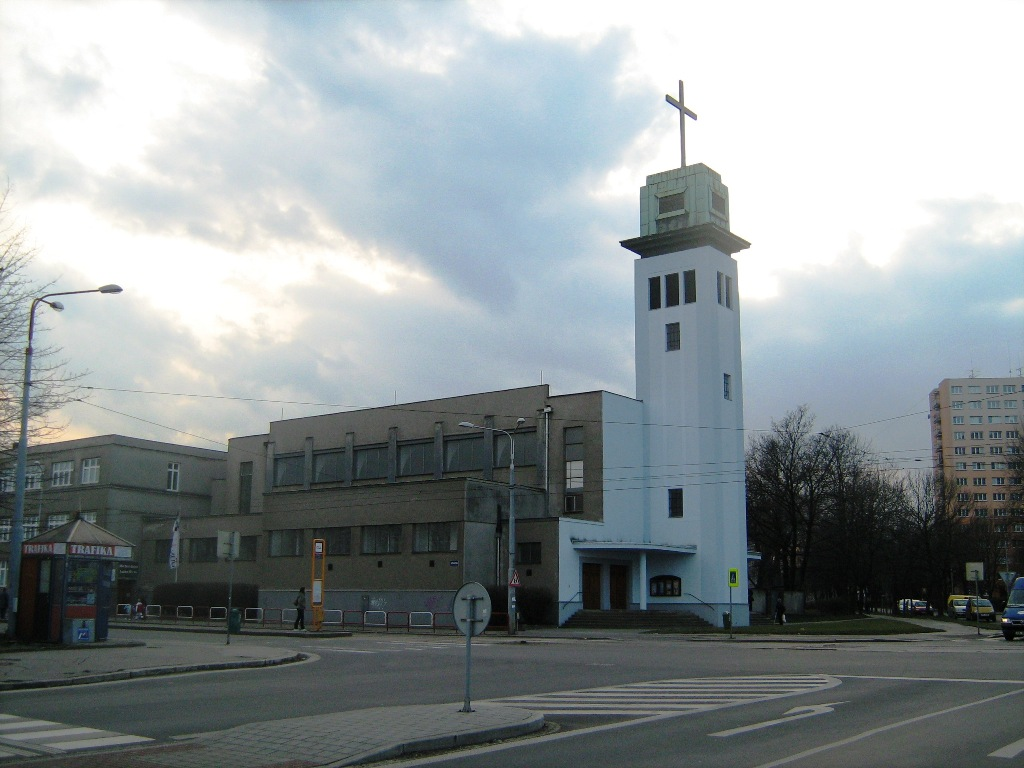
Salesiánské středisko v Ostravě, kostel sv. Josefa

- Rumburk (spadá pod teplickou komunitu)

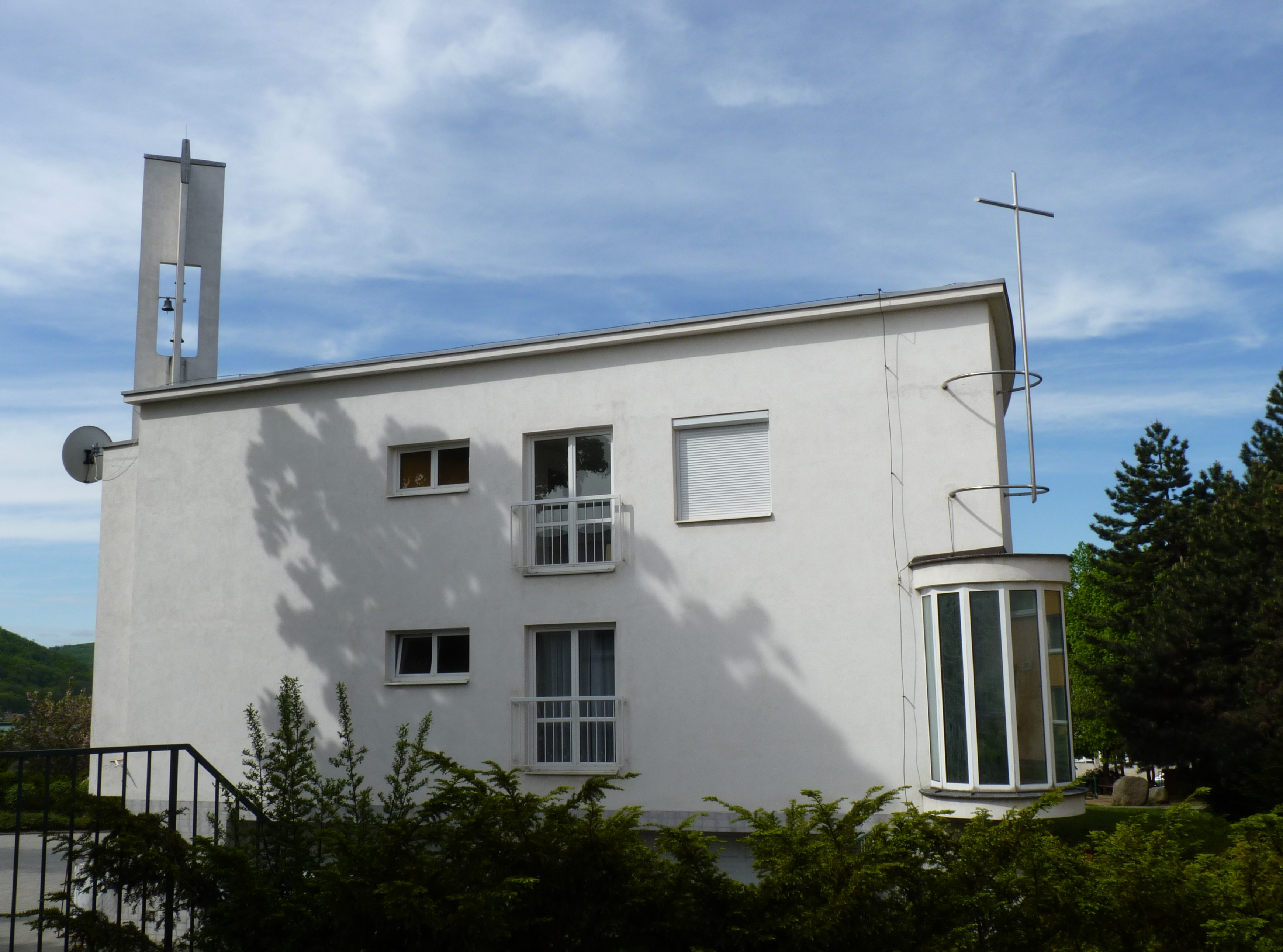
Kostel v Brně-Žabovřeskách

- Sebranice u Litomyšle
- Teplice v Čechách
- Zlín

### Farnosti v Česku spravované salesiány
Vedle komunit působí salesiáni také samostatně na farách. Místy jejich působení je např. Jiříkov, Ostrava-Heřmanice a mnohé farnosti další.